# Terry Rudolph
Terry Rudolph (* 1973 in Simbabwe) ist ein Physiker und Professor für Quantenphysik am Imperial College London.

## Werdegang
Er ist ein Enkel des österreichischen Physikers und Nobelpreisträgers Erwin Schrödinger.
Er wurde 1998 an der York University in Kanada unter der Betreuung von Helen Freedhoff promoviert. Seine Dissertation untersucht den dynamischen Stark-Effekt aus der Perspektive des Jaynes-Cummings-Modells. Auf der Beerdigung von Freedhoff, welche die erste weibliche Physikprofessorin an der York University und wahrscheinlich in ganz Kanada war, hielt Rudolph eine der Trauerreden. Im Anschluss an seine Promotion war er an der University of Toronto, der Universität Wien, wo er mit Anton Zeilinger zusammenarbeitete, und bei Bell Laboratories beschäftigt. Seit 2003 arbeitet er am Imperial College London.
Rudolph gelang im Jahr 2011, zusammen mit Matthew Pusey und Jonathan Barrett, die Entdeckung und Publikation des PBR-Theorems, für welches die drei Wissenschaftler die Namensgeber sind. Zuvor berichtete Nature bereits von der Entdeckung, welche die Grundlagen der Quantenmechanik erschüttere, so die Autorin Eugenie Samuel Reich. Der Physiker Antony Valentini nannte es „das wichtigste allgemeine Theorem im Bezug auf die Grundlagen der Quantenmechanik seit Bell's Theorem“. Bei dem PBR-Theorem handelt es sich um ein sogenanntes No-Go-Theorem, das Aussagen darüber trifft, dass eine bestimmte Situation physikalisch unmöglich ist.
Rudolph ist Autor oder Coautor von über 160 Fachpublikationen und hat einen h-index von 47. Neben Fachartikeln ist er ebenfalls Autor des populärwissenschaftlichen Buches Q Is For Quantum, welches Laien einen Einblick in die Quantenphysik vermitteln soll.

## Schriften (Auswahl)
- mit M. F. Pusey, J. Barrett: On the reality of the quantum state. In: Nature Physics. Band 8, Nr. 6, Juni 2012, ISSN 1745-2481, S. 475–478, doi:10.1038/nphys2309 (nature.com [abgerufen am 27. August 2020]).
- Why I am optimistic about the silicon-photonic route to quantum computing. In: APL Photonics. Band 2, Nr. 3, 1. März 2017, S. 030901, doi:10.1063/1.4976737.
- mit S. D. Bartlett, R. W. Spekkens: Reference frames, superselection rules, and quantum information. In: Reviews of Modern Physics. Band 79, Nr. 2, 5. April 2007, S. 555–609, doi:10.1103/RevModPhys.79.555.